# مایرسبرگ
مایرسبرگ (به آلمانی: Meiersberg) یک شهر در آلمان است که در فرپومرن-گرایفسوالد واقع شده‌است. مایرسبرگ ۴۱۸ نفر جمعیت دارد.